# الأدب الإسباني في عصر التنوير
| أدب إسباني |
| --- |
| |
| أدب ألفونسو العاشر أدب العصور الوسطى الترجمات في العصر الذهبي الإسباني أدب عصر النهضة رواية فروسية رواية شطارية رواية بيزنطية ميغيل دي ثيربانتس أدب الباروك أدب عصر التنوير أدب الرومانسية أدب الواقعية أدب الحداثة الأولترايسمو جيل 98 جيل 1914 جيل 27 جيل الخمسينات رواية اجتماعية إسبانية ما بعد الحرب |
| انظر أيضًا |
| نقد أدبي • الانطباعية • رومانسية المدرسة الإبداعية • النقد أدب بورتوريكو • البوم الأمريكي اللاتيني البرناسي • واقعية أدبية • طبعانية الرومانسية الجديدة • العبثية في الأدب • باروكية • واقعية سحرية حداثة • كلاسيكية • سريالية • رمزية                                                                    |

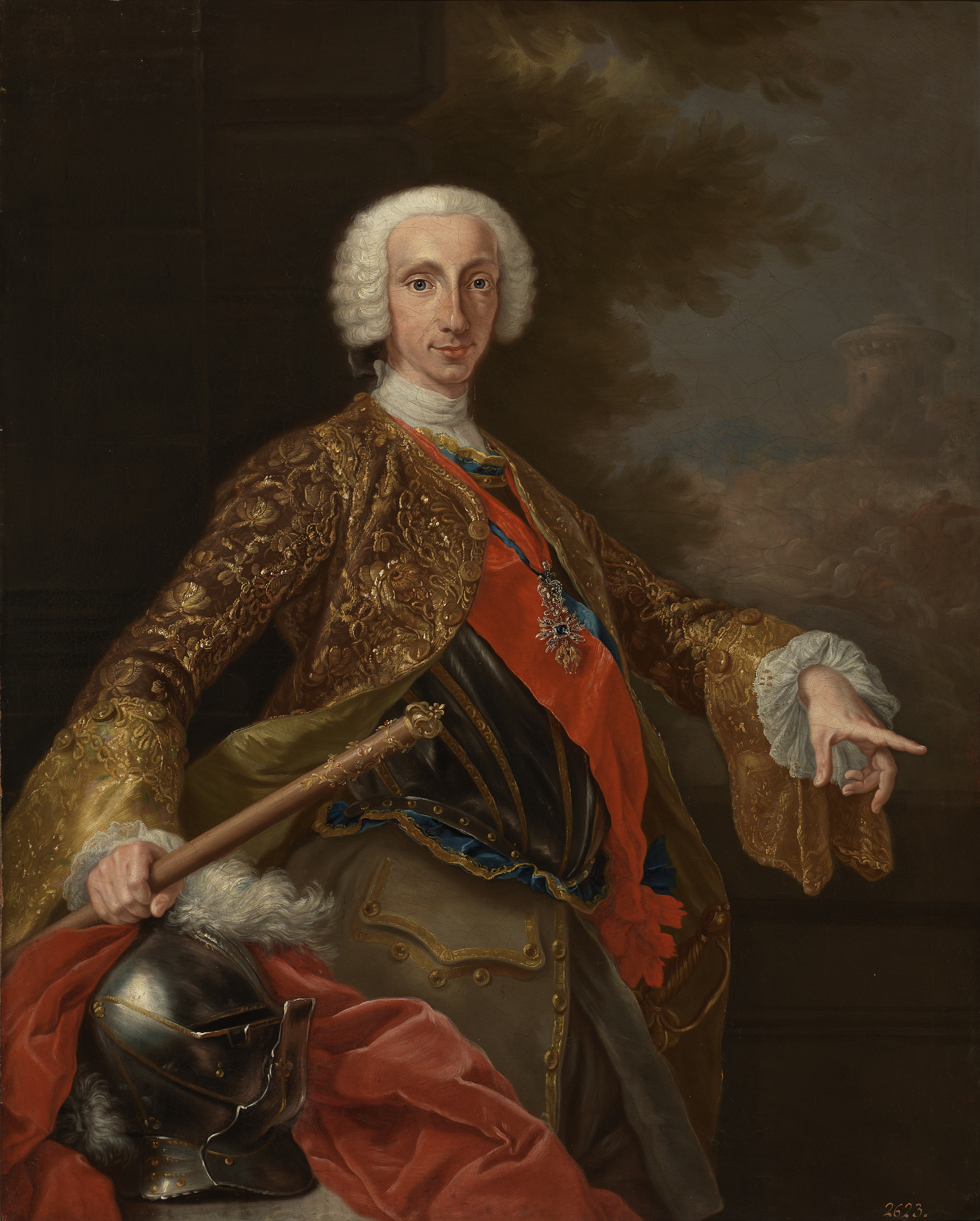
صورة تشارلز الثالث ملك إسبانيا (1716-1788) كملك لنابولي وصقلية (العرش الذي احتله قبل أن يصبح ملكًا لإسبانيا).

عصر التنوير (بالإسبانية: Ilustración) هو مصطلح يشير إلى نشوء حركة ثقافية تاريخية في القرن الثامن عشر في الفلسفة الأوروبية، يرتبط مع علم الإنسان في عصر النهضة، والذي بدأ مع الوقت في كسر وتغيير وجهة النظر العالمية لعصر الباروك، وبناءً على ذلك، فإن هذه الحركة حملت اسم التنوير. وبرز العديد من المفكرين والفلاسفة مثل الفرنسي فولتير والإنجليزي فرانسيس بيكون والألماني إيمانويل كانت والإسكتلندي ديفيد هيوم والسويسري جان جاك روسو. يرتكز التنوير، في نطاق واسع، على روح النقد التي تتعارض مع مبدأ السلطة، إضافة إلى دفاعها عن العقلانية ومبادئها بوصفهما وسائل لتأسيس النظام الشرعي للأخلاق والمعرفة (بدلا من الدين). ويعد ذلك العصر بداية ظهور الأفكار المتعلقة بتطبيق العلمانية، حيث أن رواد هذه الحركة كانوا يعتبرون مهمتهم قيادة العالم إلى التطور والتحديث وترك التقاليد الدينية والثقافية القديمة والأفكار اللاعقلانية ضمن فترة زمنية دعوها بالعصور المظلمة.
يعد البحث عن السعادة الإنسانية من خلال بوابتي الثقافة والتقدم هي الميزة الأكثرة أهمية ووضوحًا في هذه الحركة. وجعلت الأفكار الجديدة المرتبطة بالفكر من الفن والأدب توجهًا جديدًا نحو الكلاسيكية الجديدة. ففي الأدب، تبحت الحركة عن التعبير المعتدل عن العواطف ومحاكاة القواعد والمعايير الكلاسيكية، التي وضعتها الاكتشافات الأثرية الحالية من هذه الفترة. وفي الوقت ذاته، كانت تهدف إلى تقييم التوازن والانسجام من حيث المبدأ الجمالي المهيمن. كان من المعتقد قديمًا أنها تميل إلى تأكيد على أنها رد فعل تجاه نهايات ذلك القرن، محدثة عودة جديدة إلى عالم المشاعر والأحاسيس تحت اسم ما قبل الرومانسية.

## اللغة الإسبانية في القرن الثامن عشر
في ذلك العصر، نشأ صراعًا من اجل الوضوح وطبيعية اللغة الفنية، حيث تصارع المثير من الكتاب إزاء هذا الأمر مع البقايا التي لا زالت ترجع إلى الطراز الباروكي. كانت اللغة اللاتينية هي اللغة الأكاديمية المستخدمة في الجامعات، ولكن رويدًا رويدًا تم إبعادها عن هذا الدور. فقد أرادوا العودة إلى بريق العصر الذهبي بوصفه لغة أدبية، ولكن كانت هناك حاجة ملحة إلى تطوير وسائل التعبير بما يتماشى مع العلوم التجريبية الأوروبية، وهو العمل الذي طوره كل من بينيتو خيرونيمو فييخو ودومينجو فاوستينو سارمينتو وجاسبر ميلشور دي خوبييانس وخوان بابلو فورنر وأنطونيو دي كامبانين من بين آخرين.
في عام 1813، وبعد حرب شبه الجزيرة الأيبيرية والمجلس الذي جاء في عهد إيزابيل الثانية ملكة إسبانيا للإصلاح العام للتعليم، تم استخدم اللغة الإسباينة بشكل حصري في الجامعات. ودافع العديد من مفكري العصر، بغية الوصول إلى الحداثة في الأدب الإسباني، عن رغبتهم في إدخال تعليم اللغات الأخرى مثل الفرنسية والإنجليزية والإيطالية في المراكز التعليمية، مع ترجمة الأعمال المميزة إلى الإسبانية. في باديء الأمر، وقف أولئك المدافعين عن إعطاء الألولوية للغات الكلاسيكية مثل اليونانية واللاتينية في وجه المحدثين؛ ثم بعد ذلك، قاموا برفض الترجمات إلى الإسبانية خشية دخول بعض المصطلحات الأجنبية غير الضرورية إليها، مما قد يؤدي إلى فقدانها هويتها الخالصة. واقترحوا وجهتي نظر، الأولى كانت التقليدية التي تدافع عن اللغة النقية دون أي اختلاط مع الأصوات أو الإيماءات الغريبة، مع المصطلحات التي أقرها المجمع الإسباني المتمثل في الأكاديمة الملكية الإسبانية؛ والثانية كانت تتمحور في الصفائية، والتي تتعارض بشكل كامل مع إقحام وتغلغل الكلمات الجديدة، وخاصة تلك الأجنبية، متهمين خصومهم في رغبتهم في تلويث اللغة.

## مراحل تطور الأدب الإسباني في القرن الثامن عشر
تميزت مراحل تطور الأدب الإسباني في القرن الثامن عشر بثلاثة مراحل: الأولى كانت ضد الباروكية حتى قرابة عام 1750، حيث ظهر الصراع ضد ما أبرزه الأسلوب الباروكي الخطابي والملتوي. والثانية كانت الكلاسيكية الحديثة التي ترتكز على الأسلوب الكلاسيكي الأوربي الموروث من ثقافات روما واليونان القديمتين. كان الكتاب الإسبان يقومون بمحاكاة الكلاكين القدماء أمثال ورغيليوس وهوراس وأوفيد. وامتد زهو هذه الفترة من فترة حكم الملك فيرناندو السادس ملك إسبانيا حتى بدايات القرن التاسع عشر. وكانت المرحلة الثالثة هي ما قبل الرومانسية، مع نهايات القرن الثامن عشر وبدايات القرن التاسع عشر. وكانت تحمل تأثيرًا كبيرًا من الفيلسوف الإنجليزي جون لوك والكاتب لورنس ستيرن، مع بعض الفلاسفة الفرنسين أمثال كوندياك وجان جاك روسو ودنيس ديدرو. وكل ذلك أدي بدوره إلى ظهور شعور جديد، غير راضٍ عن طغيان العقل، وكان ذلك الشعور يؤكد حق الأفراد في التعبير عن عواطفهم الشخصية، التي تم قمعها من قبل الكلاسيكيين الجددن وكان الحب هو السمة الرئيسية التي مثلت هذا الشعور. وأعلن هذا التيار عن تراجع تيار الكلاسيكية الجديدة وفتح أبواب تيار الرومانسية.